# Tichon Chwiesin
Tichon Sierafimowicz Chwiesin (ros. Тихон Серафимович Хвесин, ur. 9 września?/21 września 1894 w Orenburgu, zm. 10 lutego 1938 w Moskwie) – radziecki dowódca wojskowy, polityk.

## Życiorys
Od 1911 w SDPRR, w kwietniu 1916 aresztowany i zesłany na 2 lata do obwodu turgajskiego, karę zamieniono na służbę w rosyjskiej armii. W 1918 był komisarzem handlu i przemysłu i przewodniczącym Saratowskiej Rady Komisarzy Ludowych i wojskowym komisarzem guberni saratowskiej oraz szefem sztabu 4 Armii. Od 20 września do 18 listopada 1918 dowódca 4 Armii Frontu Wschodniego wojny domowej w Rosji, od 15 marca do 15 maja 1919 dowódca 8 Armii Frontu Południowego. Nie spełnił pokładanych w nim nadziei, zabrakło mu doświadczenia do dowodzenia tak dużym związkiem operacyjnym, a dowodzone przez niego siły poniosły klęskę w walkach z Armią Ochotniczą na Froncie Południowym, w tym w walkach o Donbas w pierwszej połowie 1919 r. W trakcie tej bitwy został pozbawiony stanowiska. W maju-czerwcu 1919 dowódca Grupy Ekspedycyjnej Frontu Południowego, potem pomocnik dowódcy Orenburskiej Grupy Wojsk, pomocnik dowódcy 1 Armii i 1920 pomocnik dowódcy Specjalnej Grupy Wojsk Frontu Turkiestańskiego. Od 18 maja do 30 sierpnia 1920 dowódca Mozyrskiej Grupy Wojsk Frontu Zachodniego (wojny z Polską), od 30 sierpnia 1920 dowódca Rezerwowej Grupy Wojsk Frontu Zachodniego w Prusach Wschodnich, internowany, po powrocie do Rosji sowieckiej 1922-1923 był szefem Głównego Zarządu Milicji Robotniczo-Chłopskiej NKWD RFSRR, później zastępcą przewodniczącego Państwowej Komisji Planowania przy Radzie Pracy i Obrony ZSRR i zastępcą przewodniczącego Komitetu Wykonawczego Moskiewskiej Rady Miejskiej. Do stycznia 1935 przewodniczący Komitetu Organizacyjnego WCIK na Kraj Saratowski, od stycznia 1935 do 14 stycznia 1936 przewodniczący Komitetu Wykonawczego Saratowskiej Rady Krajowej, później do września 1937 I zastępca ludowego komisarza gospodarki komunalnej RFSRR. Odznaczony Orderem Czerwonego Sztandaru (1920).
23 września 1937 aresztowany, 8 lutego 1938 skazany na śmierć przez Kolegium Wojskowe Sądu Najwyższego ZSRR "za przynależność do organizacji kontrrewolucyjnej", następnie rozstrzelany. 5 października 1955 pośmiertnie zrehabilitowany.